# Église Saint-Rémi de Bézu-Saint-Éloi
L'église Saint-Rémi est l'église paroissiale de Bézu-Saint-Éloi.

## Localisation
L'église est située dans la commune de Bézu-Saint-Éloi, dans le département de l'Eure en région Normandie. Elle est située dans le bourg, le long de la route RD 14b d'Étrépagny à Gisors.

## Description
L'église a un plan en croix latine, constituée d'une nef voûtée d'ogives, d'un transept et d'un chevet. La croisée du transept est surmontée d'un clocher.
L'église est recensée au titre l'inventaire général du patrimoine culturel.

## Histoire
Un prieuré était installé à Bézu, rattaché à l'abbaye de la Croix-Saint-Leufroy. François-Placide de Baudry de Piencourt fut son dernier prieur avant 1677.
Le gros œuvre de l'église prieurale date du XIIe siècle, la façade a été reconstruite au XVIIIe siècle, le chœur est reconstruit vers 1880. À la même période (seconde moitié du XIXe siècle), le clocher est restauré.
Le 4 novembre 2010, l'angle Nord-Est du clocher s'effondre dans l'église, alors que sa restauration était prévue pour débuter le lendemain. Le 27 janvier 2011, une association loi de 1901 est créée pour soutenir la restauration de l'église.

## Mobilier
L'église contient quelques éléments de mobilier anciens, entre autres :
- une statue de Vierge à l'Enfant grandeur nature du XIVe siècle en mauvais état[6] ;
- une statue du XVe siècle grandeur nature de saint Antoine et son cochon[7] ;
- une statue datant du XVe siècle grandeur nature d'un saint évêque dont les mains manquent[8] ;
- un bénitier octogonal du XVe siècle[9].

### Sanctuaire
Le maître-autel date de la première moitié du XVIIIe siècle, ainsi que le tabernacle et le retable. Celui-ci est orné de trois statues : une Vierge à l'Enfant du XVIIIe siècle, saint Georges en grandeur demi-nature de la seconde moitié du XVIIe siècle et sainte Barbe en grandeur demi-nature de la seconde moitié du XVIIe siècle.
L'aigle-lutrin date de la seconde moitié du XVIIIe siècle et est classé au titre objet des monuments historiques depuis le 9 novembre 1976.

### Vitraux
Les vitraux datent du début du XXe siècle et sont signés par l'atelier Duhamel-Marette d'Évreux : apparition de la Vierge (baie 1), remise du scapulaire à saint Simon (baie 2)